# Menhir d’Irvit

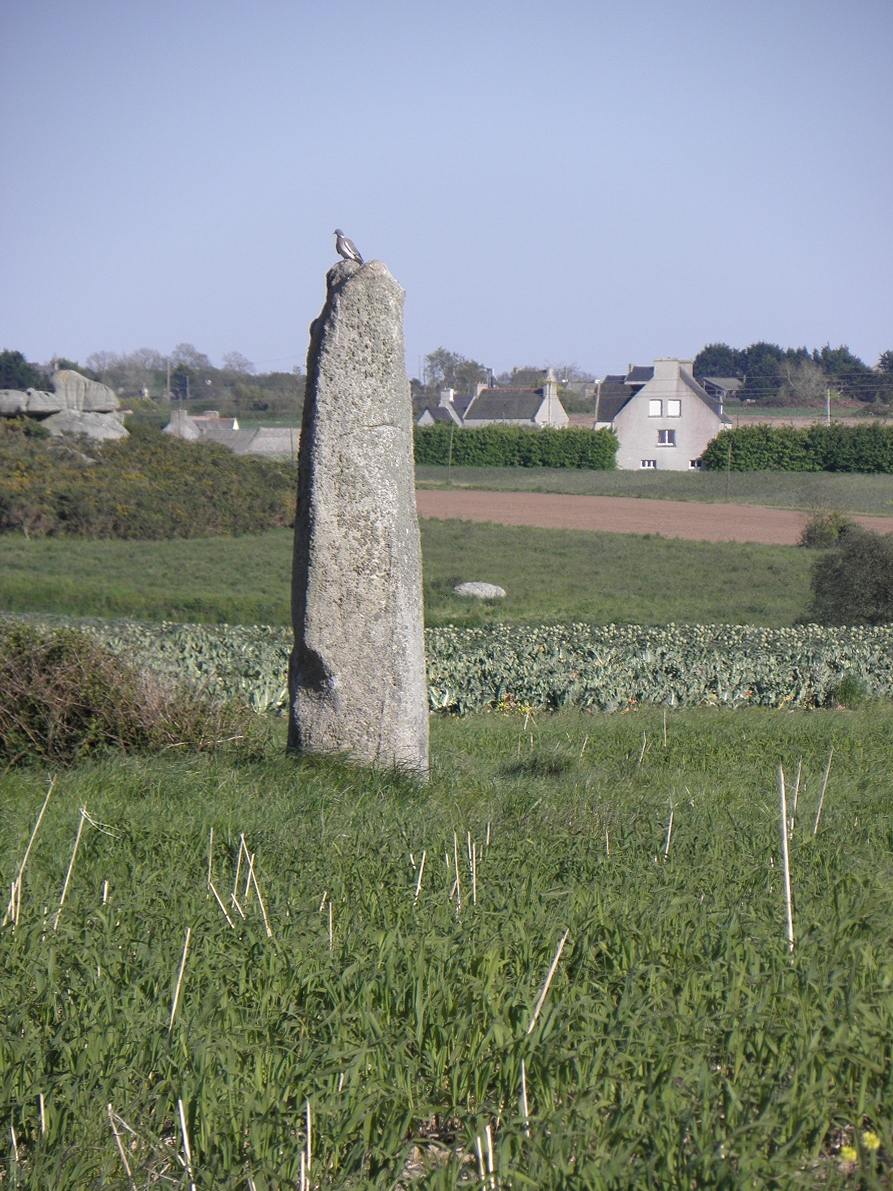
Menhir von Irvit

Der Menhir d’Irvit steht auf einem Feld östlich der Straße D330, nördlich von Plouescat im Département Finistère in der Bretagne in Frankreich. Sein Name bedeutet „lange Kante“.
Der knapp vier Meter hohe konische Menhir hat eine hakenartige Spitze. Er wurde 1921 als Monument historique klassifiziert. 
Der Legende nach läutet er um Mittag und um Mitternacht die Zeit.
In der Nähe stehen der Menhir von Coulnandré und der Menhir von Cam Louis.